# Jehor Markelow
Jehor Wadymowytsch „markeloff“ Markelow (ukrainisch Єгор Вадимович Маркелов; * 12. Februar 1988) ist ein ehemaliger ukrainischer E-Sportler in der Disziplin Counter-Strike 1.6 und Counter-Strike: Global Offensive.

## Karriere

### Counter-Strike 1.6
Nachdem Markelow bereits 2004 erste Turniere gespielt hatte, begann seine professionelle Karriere im Oktober 2008 beim Team Amazing Gaming. Im gleichen Jahr verließ er das Team und er schloss sich DTS Gaming an. Mit DTS Gaming erzielte er bei der DreamHack Summer 2009 den 5.–8. und bei der KODE5 2009 den 9.–16. Platz.
Im September wechselte er zu HellRaisers. Nachdem er das Team im Dezember verlassen hatte, spielte er drei Monate für Arbalet.UA. Im Februar 2010 wechselte er zu der ukrainischen Organisation Natus Vincere. Mit Navi gewann er 2010 die Intel Extreme Masters IV, das ESWC 2010, die Arbalet Dallas 2010, die World Cyber Games 2010 und die DreamHack Winter 2010. Überdies erzielte er einen zweiten Platz bei der Arbalet Europe 2010 und für die ukrainische Nationalmannschaft einen zweiten Rang bei den European Nations Champions 2010. Zudem erreichte er einen dritten Platz bei der GameGune 2010 und der IEM V Global Challenge Shanghai. Neben seinen zahlreichen Teamerfolgen in diesem Jahr wurde er für seine Einzelleistungen als bester Spieler des Jahres von HLTV gewählt.
2011 siegte er bei der Intel Extreme Masters V, dem Intel Challenge Super Cup 7 und der Adepto BH Open 2011. Zudem belegte er den zweiten Rang bei der Samsung Euro Championship 2011 und der ESWC 2011 - Counter-Strike 1.6. Außerdem beendete er die DreamHack Summer 2011, das GameGune 2011, die WEG e-Stars 2011 und das MSI Beat it 2011 at DreamHack Winter auf dem dritten Platz. Erneut wurde er als 3. in die Liste der besten Spieler des Jahres von HLTV gewählt.
Im folgenden Jahr gewann Markelow die IEM VI Global Challenge Kiev und die Techlabs Cup 2012 Moscow. Zudem erzielte er den zweiten Platz bei der Intel Extreme Masters VI, den Copenhagen Games 2012, der DreamHack Summer 2012, der GameGune 2012 und der Pro Gamer Series Exponor 2012.

### Counter-Strike: Global Offensive
Im November wechselte er mit Natus Vincere in die Disziplin Counter-Strike: Global Offensive. Mit Natus Vincere erzielte er einen zweiten Platz bei der StarLadder StarSeries VI und einen dritten Platz bei der StarLadder StarSeries V. Im September 2013 wechselte er zu Astana Dragons. Er konnte mit seinem neuen Team das Techlabs Cup 2013 Finals gewinnen, wofür er von HLTV seine erste und einzige MVP-Auszeichnung erhielt. Zudem erzielte er den zweiten Rang bei der StarLadder StarSeries VII und den vierten Platz bei der StarLadder StarSeries VIII. In seinem ersten Major, die DreamHack Winter 2013, erreichte er den 5.–8. Platz. Er wurde von HLTV erstmals in der Disziplin Counter-Strike: Global Offensive als 15. in die Liste der zwanzig besten Spieler gewählt.
Nachdem sein Team von der Organisation HellRaisers übernommen worden war, erzielte er bei der ESL Major Series One Katowice 2014 erneut den 5.–8. Rang. Das zweite Major des Jahres, die ESL One: Cologne 2014, beendete auf dem 9.–12. Platz. Das letzte Major 2014, die DreamHack Winter 2014, endete für ihn im Viertelfinale. Zudem erzielte er den zweiten Platz bei der Game Show League Season 1 und das Halbfinale bei der DreamHack Summer 2014, der DreamHack Valencia 2014 und der StarLadder StarSeries X.
2015 begann für Markelow mit einem Wechsel im Januar zum dAT Team. Nach einem Monat bei dAT wechselte er zu Flipsid3 Tactics. In der ESL One: Katowice 2015 erreichte er den 13.–16. Platz. Die ESL One: Cologne 2015 beendete er auf Rang 9.–12. Platz, während er bei der DreamHack Open Cluj⁠-⁠Napoca 2015 den 13.–16. Gesamtrang erzielte. Zudem erreichte er bei der StarLadder StarSeries XIII und dem Electronic Sports World Cup 2015 das Halbfinale.
2016 erzielte er bei dem MLG Major Championship: Columbus 2016 den 13.–16. Platz und in der ESL One: Cologne 2016 das Viertelfinale, nachdem er gegen den zukünftigen Sieger SK Gaming verlor. Überdies erreichte er das Finale bei der Acer Predator Masters Season 2.
Im nächsten Jahr erreichte er im Eleague Major: Atlanta 2017 den 15.–16. und im PGL Major Kraków 2017 den 9.–11. Platz. Er konnte in diesem Jahr zudem die DreamHack Open Leipzig 2017 gewinnen, das Finale bei der ESEA Season 25: Global Challenge und das Halbfinale bei der Adrenaline Cyber League 2017 erreichen.
2018 spielte Markelow mit dem Eleague Major: Boston 2018 sein letztes Major-Turnier, welches er auf dem 22.–23. Platz beendete. Im Juli verließ er das Team, womit er auch seine professionelle Karriere beendete.